# Барамидзе, Автандил Михайлович
Автанди́л Миха́йлович Барами́дзе (2 июля 1957, Батуми — 27 сентября 2022, Сочи, Краснодарский край) — российский футбольный тренер. Главный тренер сборной паралимпийской команды России по футболу спортсменов с церебральным параличом. Заслуженный тренер России.

## Биография
Под руководством Барамидзе паралимпийская сборная России выиграла дважды Олимпийские игры, стала дважды серебряным и один раз бронзовым призёром игр, а также выиграла четыре чемпионата мира и один чемпионат Европы. Барамидзе входил в исполком Паралимпийского комитета России и был президентом Всероссийской федерации футбола лиц с заболеванием церебральным параличом.
Скончался 27 сентября 2022 года в Сочи от инфаркта.
Похоронен в Москве, на Троекуровском кладбище, участок 21 — аллея спортсменов.

## Достижения
Сборная России (7×7)
- Паралимпийский чемпион (2): 2000, 2012
- Серебряный призёр Паралимпийских игр (2): 1996, 2008
- Бронзовый призёр Паралимпийских игр: 2004
- Чемпион мира (3): 2007, 2011, 2015
- Бронзовый призёр чемпионата мира: 2003
- Победитель Кубка мира: 1997
- Чемпион Европы: 2018
- Серебряный призёр чемпионата Европы: 2006
- Бронзовый призёр чемпионата Европы: 2014

## Награды
- Орден Дружбы (2010)
- Орден Почёта (2013)
- Лучший тренер Российской Федерации (2011, 2015)